# Janeiler Rivas
Janeiler Rivas Palacios (Quibdó, Chocó, Colombia; 18 de mayo de 1988) conocido simplemente como Chiquito Rivas, es un futbolista colombiano. Juega como defensa central y su equipo actual es Independiente Petrolero de la Primera División de Bolivia.

## Trayectoria

### Inicios
Janeiler Chiquito Rivas nació en Quibdó, aunque su crianza transcurrió en la capital de Colombia, Bogotá. Desde joven, dio sus primeros pasos en el fútbol en las divisiones inferiores del Argentinos Juniors, en Argentina. A pesar de mostrar condiciones destacadas, no logró debutar profesionalmente en ese país.

### Uruguay
Buscando oportunidades, cruzó el Río de la Plata y recaló en Uruguay, donde hizo su estreno profesional con Club Atlético Cerro. Disputó pocos encuentros y fue cedido posteriormente al Club Atlético Basáñez y más adelante al Club Atlántida Juniors, todos ellos en la Tercera División.
Un año después se sumó a las filas del Club Atlético Villa Teresa, donde marcó sus primeros tantos el 4 de junio de 2011, anotando un doblete ante Uruguay Montevideo Football Club.
Con el Club Atlético Villa Teresa alcanzó su primer gran logro: el título de la Segunda División. Allí, Chiquito fue protagonista al convertir el gol que selló el ascenso, en la victoria 4-1 frente a Colón de Montevideo.

### Chicó y Huila
Después de más de seis años en el extranjero, tras sus pasos por Argentina y Uruguay, regresó a Colombia gracias a Eduardo Pimentel, quien le brindó la oportunidad de jugar en el FPC con el Boyacá Chicó. Posteriormente fue transferido al Atlético Huila, donde su paso fue discreto. Esto lo llevó a retomar su carrera fuera del país.

### Alianza Atlético
En 2015, firmó con el Alianza Atlético del Perú. Allí tuvo una destacada actuación, disputando 77 partidos y anotando 7 goles durante dos temporadas.

### Millonarios F.C.
El 11 de enero de 2017, Chiquito fue anunciado como nuevo refuerzo de Millonarios en Colombia, gracias al rendimiento mostrado en el fútbol peruano, donde junto a su compatriota Anier Figueroa fue considerado uno de los mejores defensores del año 2016.
Su debut oficial se dio el 27 de mayo, en un empate 1-1 como visitante frente al Deportivo Cali. Su primer gol con la camiseta azul lo marcó el 15 de septiembre en la victoria 2-1 ante Jaguares de Córdoba, siendo una de las figuras del compromiso. El 16 de noviembre de 2018 se confirmó su salida del club, tras haber conquistado dos títulos.

### Gimnasia La Plata
El 1 de agosto de 2019 fue anunciado como nuevo jugador del Club de Gimnasia y Esgrima La Plata, en la Primera División de Argentina, bajo la dirección técnica de Diego Maradona. Su debut fue el 24 de agosto como titular, disputando 76 minutos en la caída como local frente a Defensa y Justicia.
En febrero de 2020 fue oficializado como nuevo jugador del Carlos Stein, de la Liga1 (Perú), equipo al que llegó como agente libre. Al finalizar la temporada, logró evitar el descenso en la última jornada, enviando al histórico Alianza Lima a la segunda categoría. En 2021 firmó con el Santos FC, de la Liga 2 Perú, sin lograr la clasificación a la liguilla final.

## Clubes
| Club                    | País      | Año         |
| Formativo               | Formativo | Formativo   |
| ----------------------- | --------- | ----------- |
| Argentinos Jrs          | Argentina | 2005 - 2008 |
| Profesional             |           |             |
| Cerro                   | Uruguay   | 2008        |
| Basáñez                 | Uruguay   | 2009        |
| Club Atlántida          | Uruguay   | 2009-2010   |
| Villa Teresa            | Uruguay   | 2010-2011   |
| Boyacá Chicó            | Colombia  | 2011 - 2012 |
| Atlético Huila          | Colombia  | 2013 - 2014 |
| Alianza Atlético        | Perú      | 2015 - 2016 |
| Millonarios             | Colombia  | 2017 - 2018 |
| Northeast United        | India     | 2019        |
| Gimnasia y Esgrima (LP) | Argentina | 2019        |
| Carlos Stein            | Perú      | 2020        |
| Santos de Nazca         | Perú      | 2021        |
| Independiente Petrolero | Bolivia   | 2022        |

## Estadísticas
| Club                      | Temporada           | Liga  | Liga  | Copa Nacional | Copa Nacional | Copa Internacional | Copa Internacional | Total | Total |
| Club                      | Temporada           | Part. | Goles | Part.         | Goles         | Part.              | Goles              | Part. | Goles |
| ------------------------- | ------------------- | ----- | ----- | ------------- | ------------- | ------------------ | ------------------ | ----- | ----- |
| Cerro · Uruguay           | 2008                | 5     | 0     | —             | —             | —                  | —                  | 5     | 0     |
| Cerro · Uruguay           | Total               | 5     | 0     | 0             | 0             | 0                  | 0                  | 5     | 0     |
| Basáñez · Uruguay         | 2009                | ?     | 0     | —             | —             | —                  | —                  | ?     | 0     |
| Basáñez · Uruguay         | Total               | ?     | 0     | 0             | 0             | 0                  | 0                  | ?     | 0     |
| Club Atlántida · Uruguay  | 2009-10             | ?     | 0     | —             | —             | —                  | —                  | ?     | 0     |
| Club Atlántida · Uruguay  | Total               | ?     | 0     | 0             | 0             | 0                  | 0                  | ?     | 0     |
| Villa Teresa · Uruguay    | 2010-11             | 28    | 3     | —             | —             | —                  | —                  | 28    | 3     |
| Villa Teresa · Uruguay    | Total               | 28    | 3     | 0             | 0             | 0                  | 0                  | 28    | 3     |
| Boyacá Chicó · Colombia   | 2011                | 7     | 0     | 1             | 0             | —                  | —                  | 8     | 0     |
| Boyacá Chicó · Colombia   | 2012                | 9     | 1     | 6             | 0             | —                  | —                  | 15    | 1     |
| Boyacá Chicó · Colombia   | 2013                | 0     | 0     | 3             | 0             | —                  | —                  | 3     | 0     |
| Boyacá Chicó · Colombia   | Total               | 16    | 1     | 10            | 0             | 0                  | 0                  | 26    | 1     |
| Atlético Huila · Colombia | 2013                | 6     | 0     | —             | —             | —                  | —                  | 6     | 0     |
| Atlético Huila · Colombia | 2014                | 6     | 0     | —             | —             | —                  | —                  | 6     | 0     |
| Atlético Huila · Colombia | Total               | 12    | 0     | 0             | 0             | 0                  | 0                  | 12    | 0     |
| Alianza Atlético · Perú   | 2015                | 30    | 3     | 7             | 0             | —                  | —                  | 37    | 3     |
| Alianza Atlético · Perú   | 2016                | 41    | 4     | —             | —             | —                  | —                  | 41    | 4     |
| Alianza Atlético · Perú   | Total               | 71    | 7     | 7             | 0             | 0                  | 0                  | 78    | 7     |
| Millonarios · Colombia    | 2017                | 6     | 0     | 1             | 0             | 0                  | 0                  | 7     | 0     |
| Millonarios · Colombia    | 2018                | 11    | 1     | 5             | 0             | 1                  | 0                  | 17    | 1     |
| Millonarios · Colombia    | Total               | 17    | 1     | 6             | 0             | 1                  | 0                  | 24    | 1     |
| NorthEast United India    | 2019                | 4     | 0     | —             | —             | —                  | —                  | 4     | 0     |
| NorthEast United India    | Total               | 4     | 0     | 0             | 0             | 0                  | 0                  | 4     | 0     |
| Gimnasia (LP) Argentina   | 2019-20             | 1     | 0     | —             | —             | —                  | —                  | 1     | 0     |
| Gimnasia (LP) Argentina   | Total               | 1     | 0     | 0             | 0             | 0                  | 0                  | 1     | 0     |
| Total en su carrera       | Total en su carrera | 154   | 12    | 23            | 0             | 1                  | 0                  | 178   | 12    |

## Palmarés

### Campeonatos nacionales
| Título                | Club         | País     | Año     |
| --------------------- | ------------ | -------- | ------- |
| Tercera División      | Villa Teresa | Uruguay  | 2010/11 |
| Torneo Finalización   | Millonarios  | Colombia | 2017    |
| Superliga de Colombia | Millonarios  | Colombia | 2018    |